# La casa Tellier (racconto)
La casa Tellier (La Maison Tellier) è un racconto di Guy de Maupassant, parte della omonima raccolta di racconti pubblicata per la prima volta nel 1881.

## Trama
Madame Tellier è una dignitosa vedova senza figli che dirige, senza provare alcun sentimento di vergogna, una casa di tolleranza in Normandia («aveva abbracciato quella professione proprio come avrebbe fatto la modista o la ricamatrice»). La casa è frequentata da composti e abitudinari borghesi della cittadina (l'ex sindaco, l'armatore, il banchiere, ecc.). Madame Tellier si reca con le cinque ragazze della casa in un paesetto per la prima comunione della figlia del fratello. In chiesa, durante la funzione religiosa, le prostitute sentono nostalgia dell'antica purezza, e la loro commossa pietà diventa motivo di edificazione per i fedeli e per il celebrante («Con la vostra fede palese e la vostra pietà così viva, siete state per tutti un salutare esempio»). Terminata la cerimonia, ritornano tutte alla loro vita abituale e, dopo la breve assenza, i clienti le ritrovano più allegre e sensuali.

## Edizioni
- Guy de Maupassant, La Maison Tellier, Paris: Victor Havard, 1881 (Prima edizione disponibile sul sito Gallica)
- La Maison Tellier, nouvelle édition augmentée, Paris: Paul Ollendorff, 1891 (edizione ampliata, disponibile sul sito Gallica)
- Guy de Maupassant, Contes et nouvelles; texte établi et annoté par Louis Forestier, Coll. Bibliothèque de la Pléiade, Paris: éditions Gallimard, 1974, ISBN 978-2-07-010805-3
- Casa Tellier: novelle; trad. di Pier Emilio Francesconi, Milano : Fratelli Treves, 1897
- Una casa di tolleranza, Napoli : M. Nobile, 1900
- Casa Tellier ed altre novelle, Milano : Casa Ed. A. Cervieri, 1914
- Casa Tellier: racconto; traduzione dal francese di Marco Smeriglio, Roma : Ed. Documento, 1944
- La casa di madama Tellier e altri racconti; a cura di Egidio Bianchetti, Milano : Mondadori, 1950
- Casa Tellier ed altri racconti; illustrazioni di Renê Lelong, Roma: Astra, 1956
- La casa Tellier; traduzione di Mario Picchi; introduzione di Edda Melon, Firenze : Sansoni, 1965
- Boule de suif; La maison Tellier; traduzione di Mario Fortunato, Torino: Einaudi, 1992, ISBN 88-06-12877-9
- La casa Tellier; introduzione di Sylvie Thorel-Cailleteau; traduzione di Oreste Del Buono, Milano: Biblioteca universale Rizzoli, 1996, ISBN 88-17-17116-6

## Adattamenti
- «La Maison Tellier», episodio del film Il piacere del 1952 diretto da Max Ophüls
- La Maison Tellier, film del 1981 diretto da Pierre Chevalier
- Un affare tranquillo, film del 1964 diretto da Met Welles e Guido Franco